# 维利·巴托洛梅
维利·巴托洛梅（德語：Willi Bartholomae，1885年1月31日—？），德国男子赛艇运动员。他曾与其弟弟弗里茨·巴托洛梅一起代表德国参加1912年夏季奥林匹克运动会赛艇比赛，获得男子八人单桨有舵手铜牌。